# Campeonato Mundial Juvenil de Halterofilismo de 2009
O primeiro Campeonato Mundial Juvenil de Halterofilismo foi realizado em Chiangmai, Tailândia, entre 20 e 24 de maio de 2009. Um total de 143 mulheres de 30 nações e 202 homens de 42 nações participaram.

## Quadro de resultados

### Masculino
| Evento    | Ouro              | Ouro   | Prata                        | Prata  | Bronze                       | Bronze |
| –50 kg    | –50 kg            | –50 kg | –50 kg                       | –50 kg | –50 kg                       | –50 kg |
| --------- | ----------------- | ------ | ---------------------------- | ------ | ---------------------------- | ------ |
| Arranque  | Lu Yuntao         | 93 kg  | Thach Kim Tuan               | 91 kg  | Yun Han Min                  | 91 kg  |
| Arremesso | Lu Yuntao         | 120 kg | Thach Kim Tuan               | 116 kg | Daengsanan Phongsathon       | 113 kg |
| Total     | Lu Yuntao         | 213 kg | Thach Kim Tuan               | 207 kg | Daengsanan Phongsathon       | 198 kg |
| –56 kg    |                   |        |                              |        |                              |        |
| Arranque  | Chen Xiong        | 122 kg | Ismet Algul                  | 106 kg | Riyanto Sumar                | 105 kg |
| Arremesso | Chen Xiong        | 140 kg | Smbat Margaryan              | 138 kg | Riyanto Sumar                | 132 kg |
| Total     | Chen Xiong        | 262 kg | Smbat Margaryan              | 238 kg | Riyanto Sumar                | 237 kg |
| –62 kg    |                   |        |                              |        |                              |        |
| Arranque  | Zhong Qihang      | 125 kg | Artiom Pipa                  | 118 kg | Sasang Montree               | 118 kg |
| Arremesso | Zhong Qihang      | 161 kg | Artiom Pipa                  | 145 kg | Muhammet Kocum               | 141 kg |
| Total     | Zhong Qihang      | 286 kg | Artiom Pipa                  | 263 kg | Muhammet Kocum               | 252 kg |
| –69 kg    |                   |        |                              |        |                              |        |
| Arranque  | Dmitry Khomyakov  | 130 kg | Muhammad Begaliev            | 127 kg | Seong Myeong-Chang           | 121 kg |
| Arremesso | Muhammad Begaliev | 154 kg | Dmitry Khomyakov             | 154 kg | Seong Myeong-Chang           | 147 kg |
| Total     | Dmitry Khomyakov  | 284 kg | Muhammad Begaliev            | 281 kg | Seong Myeong-Chang           | 268 kg |
| –77 kg    |                   |        |                              |        |                              |        |
| Arranque  | Yerbol Meirmanov  | 136 kg | Egor Klimonov                | 135 kg | Amin Zarei Deganmandaragh    | 130 kg |
| Arremesso | Egor Klimonov     | 176 kg | Yerbol Meirmanov             | 165 kg | Nailkhan Nabiyev             | 157 kg |
| Total     | Egor Klimonov     | 311 kg | Yerbol Meirmanov             | 301 kg | Nailkhan Nabiyev             | 287 kg |
| –85 kg    |                   |        |                              |        |                              |        |
| Arranque  | Ibraguim Bersanov | 150 kg | Saeid Mohammadpour Karkarach | 142 kg | David Gogichaev              | 140 kg |
| Arremesso | Ibraguim Bersanov | 178 kg | Aleksandr Zaichikov          | 176 kg | Saeid Mohammadpour Karkarach | 174 kg |
| Total     | Ibraguim Bersanov | 328 kg | Aleksandr Zaichikov          | 316 kg | Saeid Mohammadpour Karkarach | 316 kg |
| –94 kg    |                   |        |                              |        |                              |        |
| Arranque  | Lu Shun           | 148 kg | Saeid Sayar                  | 137 kg | Galymbek Tlevov              | 135 kg |
| Arremesso | Lu Shun           | 170 kg | Saeid Sayar                  | 167 kg | Hadi Alizadeh Halghebasteh   | 162 kg |
| Total     | Lu Shun           | 318 kg | Saeid Sayar                  | 304 kg | Galymbek Tlevov              | 296 kg |
| +94 kg    |                   |        |                              |        |                              |        |
| Arranque  | Bahador Moulaei   | 155 kg | Gholamreza Asgharkhah        | 146 kg | Karen Martirosyan            | 145 kg |
| Arremesso | Bahador Moulaei   | 190 kg | Gholamreza Asgharkhah        | 181 kg | Karen Martirosyan            | 175 kg |
| Total     | Bahador Moulaei   | 345 kg | Gholamreza Asgharkhah        | 327 kg | Karen Martirosyan            | 320 kg |

### Feminino
| Evento    | Ouro            | Ouro   | Prata                | Prata  | Bronze                          | Bronze |
| –44 kg    | –44 kg          | –44 kg | –44 kg               | –44 kg | –44 kg                          | –44 kg |
| --------- | --------------- | ------ | -------------------- | ------ | ------------------------------- | ------ |
| Arranque  | Okur Saziye     | 76 kg  | Nguyen Thi Hong      | 66 kg  | Chen Yulian                     | 63 kg  |
| Arremesso | Okur Saziye     | 86 kg  | Chen Yulian          | 80 kg  | Wipada Sirimongkhon             | 76 kg  |
| Total     | Okur Saziye     | 162 kg | Chen Yulian          | 143 kg | Nguyen Thi Hong                 | 141 kg |
| –48 kg    |                 |        |                      |        |                                 |        |
| Arranque  | Wang Li         | 83 kg  | Mizouchi Honami      | 72 kg  | Pramongkhol Sirivimon Chayuttra | 72 kg  |
| Arremesso | Wang Li         | 103 kg | Nakpong Wipawan      | 96 kg  | Pramongkhol Sirivimon Chayuttra | 92 kg  |
| Total     | Wang Li         | 186 kg | Nakpong Wipawan      | 166 kg | Pramongkhol Sirivimon Chayuttra | 164 kg |
| –53 kg    |                 |        |                      |        |                                 |        |
| Arranque  | Kim Hyo Sim     | 82 kg  | Boyanka Kostova      | 81 kg  | Janto Orranuch                  | 78 kg  |
| Arremesso | Boyanka Kostova | 105 kg | Wu Rongrong          | 104 kg | Kim Hyo Sim                     | 102 kg |
| Total     | Boyanka Kostova | 186 kg | Kim Hyo Sim          | 184 kg | Wu Rongrong                     | 180 kg |
| –58 kg    |                 |        |                      |        |                                 |        |
| Arranque  | Deng Wei        | 98 kg  | Rim Jong Sim         | 92 kg  | Zulfiya Chinshanlo              | 92 kg  |
| Arremesso | Deng Wei        | 124 kg | Rim Jong Sim         | 120 kg | Zulfiya Chinshanlo              | 115 kg |
| Total     | Deng Wei        | 222 kg | Rim Jong Sim         | 212 kg | Zulfiya Chinshanlo              | 207 kg |
| –63 kg    |                 |        |                      |        |                                 |        |
| Arranque  | Ryo Un Hui      | 91 kg  | Long Dingling        | 90 kg  | Yana Mysleiko                   | 90 kg  |
| Arremesso | Srisuwan Darat  | 115 kg | Yana Mysleiko        | 112 kg | Natalya Khlestkina              | 111 kg |
| Total     | Srisuwan Darat  | 202 kg | Yana Mysleiko        | 202 kg | Long Dingling                   | 200 kg |
| –69 kg    |                 |        |                      |        |                                 |        |
| Arranque  | Olga Zubova     | 96 kg  | Bai He               | 83 kg  | Tsai Shih-Ting                  | 82 kg  |
| Arremesso | Olga Zubova     | 121 kg | Tsai Shih-Ting       | 104 kg | Bai He                          | 100 kg |
| Total     | Olga Zubova     | 217 kg | Tsai Shih-Ting       | 186 kg | Bai He                          | 183 kg |
| +69 kg    |                 |        |                      |        |                                 |        |
| Arranque  | Kim You-Jin     | 96 kg  | Yuliya Zavgorodnyaya | 94 kg  | Tetyana Syrota                  | 94 kg  |
| Arremesso | Kim You-Jin     | 125 kg | An So-Yeong          | 123 kg | Yao Chi-Ling                    | 122 kg |
| Total     | Kim You-Jin     | 221 kg | An So-Yeong          | 216 kg | Yao Chi-Ling                    | 215 kg |

## Quadro de medalhas
Quadro de medalhas no total combinado
| Ordem | País            | Medalha de ouro | Medalha de prata | Medalha de bronze | Total |
| ----- | --------------- | --------------- | ---------------- | ----------------- | ----- |
| 1     | China           | 6               | 1                | 3                 | 10    |
| 2     | Rússia          | 3               | 1                | 1                 | 5     |
| 3     | Cazaquistão     | 1               | 2                | 2                 | 5     |
| 4     | Coreia do Norte | 1               | 2                | 1                 | 4     |
|       | Irão            | 1               | 2                | 1                 | 4     |
| 6     | Tailândia       | 1               | 1                | 2                 | 4     |
| 7     | Turquia         | 1               |                  | 1                 | 2     |
|       | Azerbaijão      | 1               |                  | 1                 | 2     |
| 9     | Vietname        |                 | 1                | 1                 | 2     |
|       | Taipé Chinesa   |                 | 1                | 1                 | 2     |
| 11    | Coreia do Sul   |                 | 1                |                   | 1     |
|       | Moldávia        |                 | 1                |                   | 1     |
|       | Armênia         |                 | 1                |                   | 1     |
|       | Uzbequistão     |                 | 1                |                   | 1     |
| 15    | Indonésia       |                 |                  | 1                 | 1     |
| Total | Total           | 15              | 15               | 15                | 45    |